# Mendota (Minnesota)
Mendota es una ciudad ubicada en el condado de Dakota en el estado estadounidense de Minnesota. En el Censo de 2010 tenía una población de 198 habitantes y una densidad poblacional de 258,27 personas por km².

## Geografía
Mendota se encuentra ubicada en las coordenadas 44°53′12″N 93°9′40″O / 44.88667, -93.16111. Según la Oficina del Censo de los Estados Unidos, Mendota tiene una superficie total de 0.77 km², de la cual 0.69 km² corresponden a tierra firme y (9.46%) 0.07 km² es agua.

## Demografía
Según el censo de 2010, había 198 personas residiendo en Mendota. La densidad de población era de 258,27 hab./km². De los 198 habitantes, Mendota estaba compuesto por el 91.41% blancos, el 1.52% eran afroamericanos, el 1.52% eran amerindios, el 2.02% eran asiáticos, el 0% eran isleños del Pacífico, el 1.52% eran de otras razas y el 2.02% pertenecían a dos o más razas. Del total de la población el 3.54% eran hispanos o latinos de cualquier raza.